# اشتفان ورتایمر
اشتفان ورتایمر (عبری: סטף ורטהיימר؛ ۱۶ ژوئیهٔ ۱۹۲۶– ۲۶ مارس ۲۰۲۵) سیاستمدار، کارآفرین، نیکوکار و سرمایه‌دار اهل اسرائیل بود. وی برندهٔ جوایزی همچون جایزه اسرائیل شده‌است. او عضو کنست بود و به دلیل تأسیس پارک‌های صنعتی در اسرائیل و کشورهای همسایه شهرت داشت. در سال ۲۰۱۳، ورتایمرها به عنوان ثروتمندترین خانواده اسرائیلی توصیف شدند.